# Chérizet
Chérizet ist eine französische Gemeinde mit 19 Einwohnern (Stand: 1. Januar 2022) im Département Saône-et-Loire in der Region Bourgogne-Franche-Comté (vor 2016 Bourgogne). Die Gemeinde gehört zum Arrondissement Mâcon und zum Kanton Cluny.

## Geografie
Chérizet liegt etwa 33 Kilometer nordwestlich von Mâcon und etwa 37 Kilometer südwestlich von Chalon-sur-Saône.
Nachbargemeinden von Chérizet sind Sailly im Norden und Westen, Salornay-sur-Guye im Osten und Südosten sowie Saint-André-le-Désert im Süden und Südwesten.

## Bevölkerungsentwicklung
| Jahr                      | 1962 | 1968 | 1975 | 1982 | 1990 | 1999 | 2006 | 2011 | 2016 |
| Einwohner                 | 61   | 47   | 51   | 46   | 50   | 35   | 32   | 32   | 21   |
| Quelle: Cassini und INSEE |      |      |      |      |      |      |      |      |      |

## Sehenswürdigkeiten

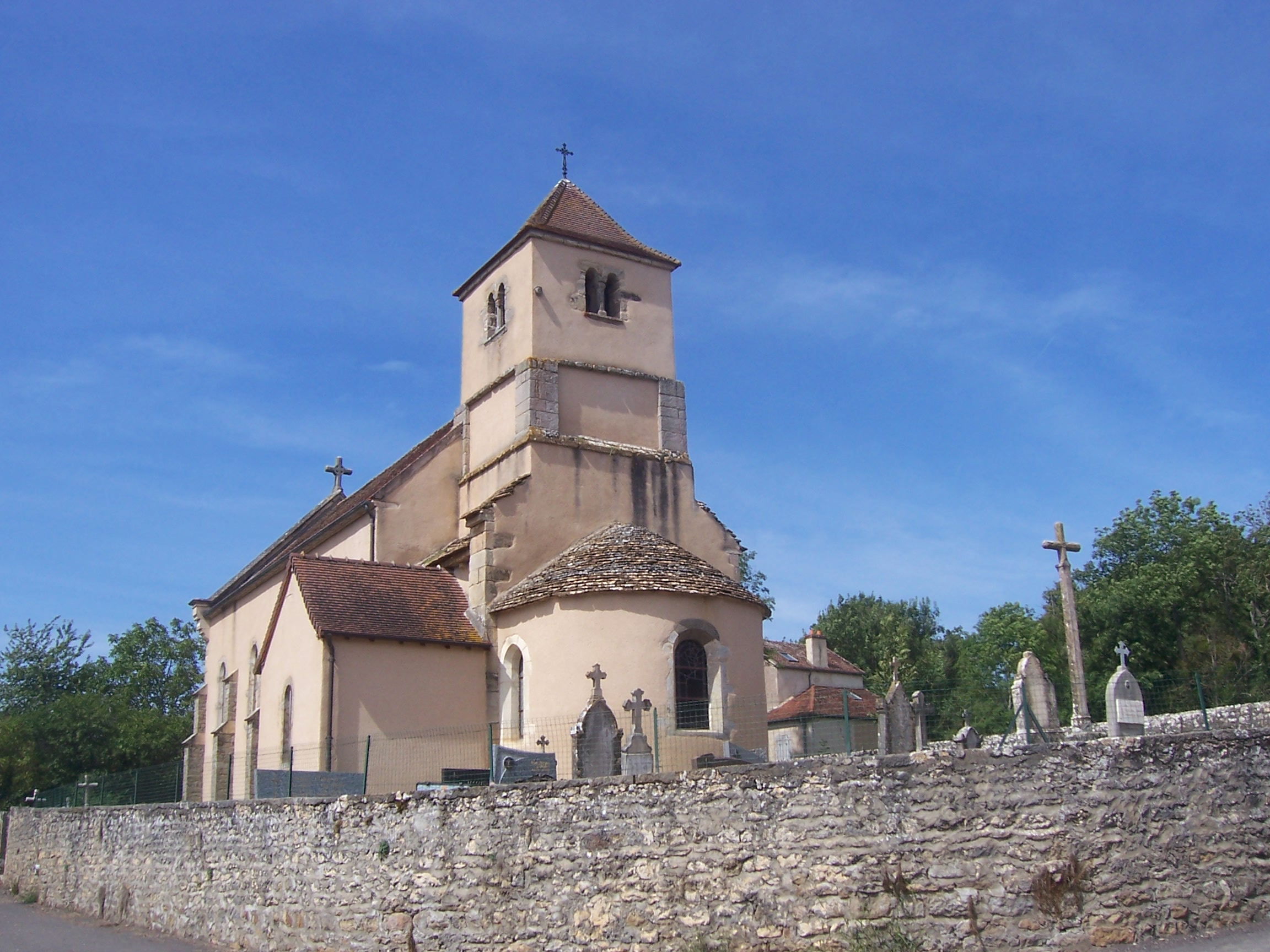
Kirche Saint-Martin

- Kirche Saint-Martin